# Tōrin-in (Naruto)
Le Tōrin-in (東林院), aussi connu sous le nom Takamine-daishi (種蒔大師), est un temple bouddhiste situé dans la ville de Naruto, préfecture de Tokushima au Japon. 
C'est le oku-no-in du Ryōzen-ji, premier des 88 temples de la route du pèlerinage de Shikoku. 

## Histoire
Tōrin-in aurait été fondé par Gyōki et son image principale (de vénération) est celle de Yakushi Nyorai. C'est le premier temple du Shinshikoku Mandala Reijō,.  

## Statuaire
Une statue en bois de Miroku Bosatsu datant de l'époque de Heian est désignée bien culturel important du Japon.